# Wijndomein De 3 Fonteinen
Wijndomein De 3 Fonteinen is een wijngaard in België, te Strijpen (Zottegem) in de Vlaamse Ardennen. De wijngaard ligt aan de Wurmendries. Achteraan de wijngaard zijn winterbronnen aanwezig, die in het Zottegems ook wel fonteinen genoemd worden. Wijnbouwer Luc Goessens en twee wijnvrienden stichtten de wijngaard, vandaar de 3 in de naam van het wijngoed.

## Geschiedenis
Vanaf 2007 tot 2009 werd de wijngaard aangelegd. Het wijngoed beslaat een oppervlakte van 25 are met in totaal een 1100-tal wijnstokken. In De 3 Fonteinen worden hybride druivenrassen gekweekt, zowel witte druiven (Johanniter, Helios en Muscaris) als rode druiven (Regent en Pinotin). Er wordt sinds 2011 zowel witte, rode als mousserende wijn mee gemaakt.

## Prijzen
- 2016: gouden medaille Beste Belgische Wijn voor de Cuvée Rood 2015[3][4]
- 2019: zilveren medaille PIWI International voor de Cuvée Rood 2018[5]
- 2019: zilveren medaille PIWI International voor de Cuvée barrique 2018
- 2020: gouden medaille Beste Belgische wijn voor de Cuvée Wit barrique 2018[6]

## Afbeeldingen

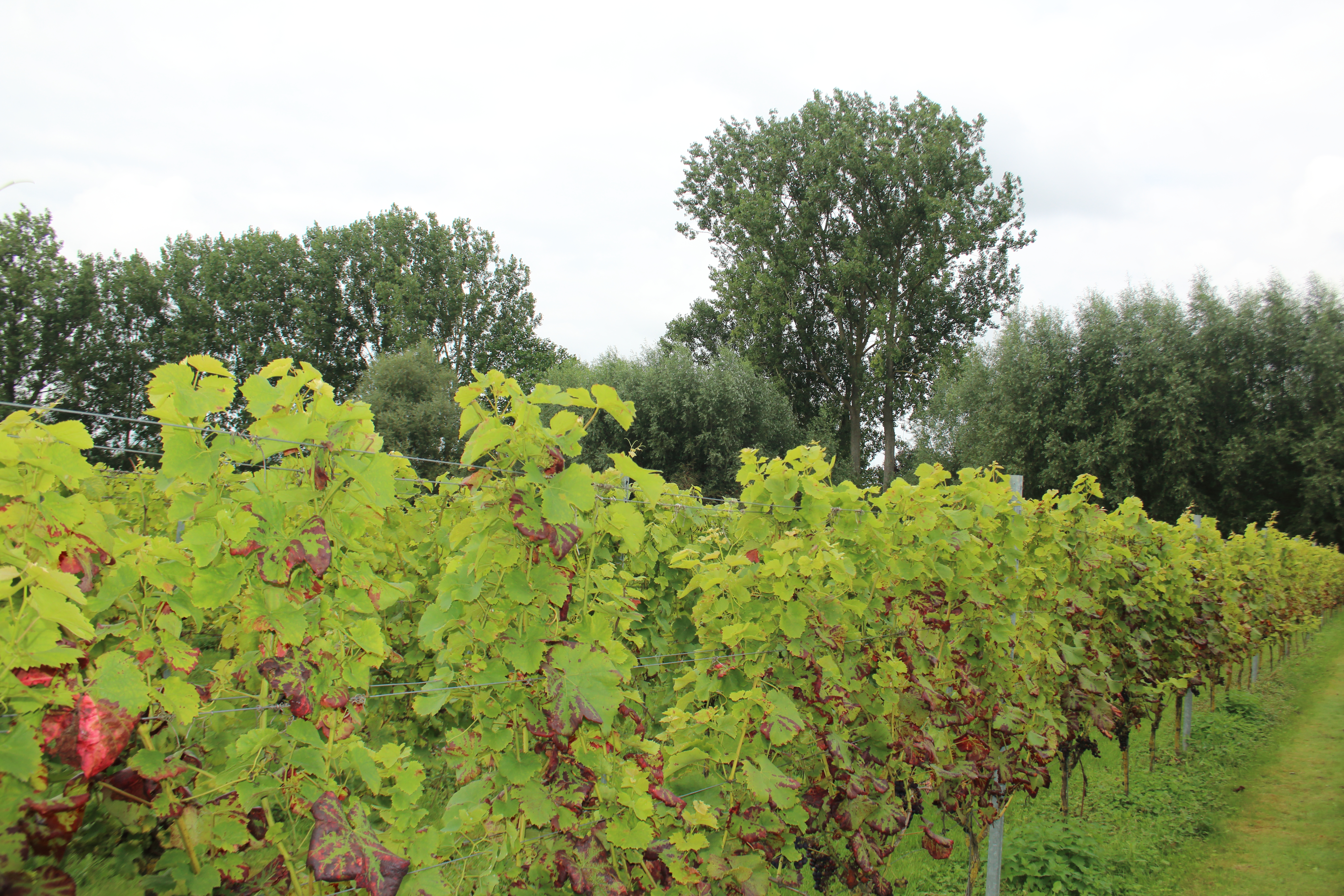